# 찰스 앨버트 틴들리

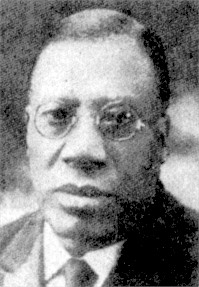

찰스 앨버트 틴들리(Charles Albert Tindley)는 미국의 감리교 목사, 복음성가 작곡가다. 별호는 "설교가계의 왕자(The Prince of Preachers)". 자학하여 목사가 되었고, 끝내는 미국 동해안 지역 최대의 아프리카계 미국인 감리교회(監理敎會)를 세웠다.
복음성가 작곡, 작사가로서 역시 유명한 인물로, 미국 복음성가의 성립자 중 한 명으로도 인정받고 있다. 앨버트의 작품 〈I'll Overcome Someday〉은, 여러 평론가들에게 미국의 민권송가 〈We Shall Overcome〉의 원곡이 되었다고도 여겨진다. 그 밖에도 숱하게 찬송가집에 등장하고, 숱하게 녹음되어 온 〈(Take Your Burden to the Lord and) Leave It There〉이 유명하며, 그 외 〈Stand by Me〉 (1905), 〈What Are They Doing in Heaven?〉 (1901)가 또 널리 알려져 있다.